# Nové Butovice (Prags Metro)
Nové Butovice (Tjekkisk udtale: [novɛː butovɪtsɛ]) er en metrostation i Prag på linje B. Den blev åbnet den 26. oktober 1988.
50°03′03″N 14°21′07″Ø / 50.0508°N 14.3519°Ø